# Onze-Lieve-Vrouwekerk (Haasrode)
De Onze-Lieve-Vrouwekerk is een kerkgebouw in Haasrode in de Belgische gemeente Oud-Heverlee in de provincie Vlaams-Brabant. De kerk ligt aan de Armand Verheydenstraat en de Milsestraat. Ten zuidoosten van de kerk ligt de begraafplaats.
Het bakstenen neogotische gebouw bestaat uit een voorstaande westtoren, een schip met vier traveeën, een transept en een koor. De toren heeft vier geledingen, een traptoren tegen de zuidzijde, spitsboogvormige galmgaten (bifora), spitsboogvensters en een tentdak.
Het gebouw is de parochiekerk van het dorp en is gewijd aan Onze-Lieve-Vrouw.